# Daniel Lioneye
Daniel Lioneye And The Rollers és un grup de música procedent de Finlàndia. El grup va sorgir com un projecte paral·lel amb molta repercussió en l'època en què Him feia la seva gira per promocionar el seu disc del 2001, Deep Shadows And Brilliant Highlights.
El grup es va concretar en el 2001 com una broma, quedant perfectament clar pel tipus de música que realitzen, llançant a Alemanya i Finlàndia l'àlbum The King Of Rock'n Roll. El seu estil al començament era bastant peculiar, donant a conèixer les seves influències en el rock clàssic, amb tocs de guitarres dels setanta i dels vuitanta.
Després de llançar l'àlbum, i fer algunes actuacions en viu per promocionar el treball, la realització del projecte va acabar a causa de problemes que tenia Linde, volent també deixar de costat aquesta faceta i quedar-se sol a les cordes. Després d'un llarg període d'inactivitat, el 2008 Linde va anunciar una nova versió de la banda, ara amb un estil més proper al Black Metal, sent l'àlbum Vol. II la tornada del grup per a 2010, aquesta vegada comptant sense Mige Amour ni Ville Valo. En la nova alineació de la banda Límit es fa càrrec de la veu, de les guitarres i el baix, mentre que Burton, tecladista HIM, pren part als teclats, mentre que "Bolton" se n'encarrega de la bateria.
Al llarg d'aquest projecte, han fet poques aparicions en viu, sent recordada l'aparició a l'Ankkarock l'any 2001, festival del qual es van poder extreure pocs registres de video.

## Integrants
- Mikko Lindström: S'autonomena "Daniel Lioneye" en aquesta banda. És vocalista, guitarrista, baixista i compositor de la major part de les cançons del grup. Des que se'l va sentir cantar per primera vegada en aquest grup, tots es van sorprendre per la genial capacitat vocal que tenia Linde, en ser a Him una persona que mai no parla, per això a les entrevistes del grup Daniel Lioneye, Ville Valo ha parlat al seu lloc. A l'abum Vol. II, coincidint amb el nou estil de la banda, Linde ha evolucionat el seu to de veu perquè prengui un paper més adequat dins del nou estil del grup, el Black Metal.
- Emerson Burton: Conegut com el seriós tecladista de Him, ha col·laborat al paper dels teclats per a aquest renovat projecte al costat del seu company Linde.
- Bolton: Amic de Límit, ha entrat a la banda com a substitut de Ville Valo per al nou àlbum de la banda.

Altres Integrants i Convidats:
- Mikko Paananen: L'hiperactiu Migé Amour, baixista de Him, va ocupar el lloc de les quatre cordes en aquest projecte. Amb una personalitat extravertida, Migé sempre ha estat el personatge curiós igual com en Him. En la nova versió de la banda, l'ha declinat participar, ja que es troba enfocat amb Him al 100%.
- Ville Valo: L'arxiconegut Showman de Him, prenia un lloc ben diferent a la que sol fer a la seva banda principal, HIM. Valo s'encarregava de la bateria, i també, donava la cara en les entrevistes que se li concedien al grup de Daniel Lioneye. Així com Migé, a la nova versió de la banda ell no participa, sent el seu lloc ocupat per "Bolton".
- Ike: Efectes de so.
- Kai "Hiili" Hiilesmaa: Teclats i producció.
- Itä-Saksa
- The Skreppers
- New Rose
- Ravenstorm

## Discografia
- The King of Rock'n Roll

És el primer material discogràfic que té el grup. Va ser llançat el setembre del 2001 a l'època de Deep Shadows & Brilliant Highlights de Him.
Té 9 cançons, carregades d'un estil particular barrejant guitarres distorsionades amb veus greus, orientades a un rock més clàssic, allunyant-se per complet de l'estil que tenien a HIM.
1. The King of Rock'n Roll
2. Roller
3. Dope Danny
4. Never Been IN Love
5. Eldorado Baby
6. Lonely Road
7. International Pussy Lover
8. We Gonna Rockin' Tonight
9. Knockin' On Heaven's Door (Cover de Bob Dylan)

### Vol. II
A 9 anys del primer disc de la banda, Linde va ressuscitar el grup fent una nova encarnació d'aquesta, on el so blues i hard rock característic de la banda ha evolucionat a un estil més Black Metal, canviant radicalment el concepte original del grup. Coincideix amb el llançament discogràfic més recent de Him, Screamworks: Love IN Theory And Practice, Chapters 1-13. En aquesta etapa ja no es troben a la banda ni Ville Valo ni Migé Amour.
1. Euroshaman
2. Flatlined
3. Saturnalia
4. Neolithic Way
5. I Saw Myself
6. The Mentat
7. I Have Never Wanted To Be Number One
8. Who Turned The Lights Out
9. Kiss of the Cannibal

## Concerts
En ser una banda paral·lela, i tenint en compte la feina d'estar alhora a Him, la banda ha fet les seves aparicions en viu de manera poc freqüent. De fet, es té registre de no més de 4 o 5 concerts que hagin fet des que es va iniciar el projecte. L'aparició més recordada és al festival d'Ankkarock del 2001, al costat de The 69 Eyes, a més d'altres grups procendents de Finlàndia.

## Aparicions
La música de Daniel Lioneye es continua utilitzant gràcies a Bam Margera (Amic del grup Him), el qual ha utilitzat la música de Daniel Lioneye per als seus projectes.
- Viva la Bam: La cançó "The King of Rock'n Roll" apareix a l'intro del programa.
- Visqui la Bands: Compilat de Bam Margera, en el qual la cançó "The King of Rock'n Roll" apareix.
- Haggard: En aquesta pel·lícula de Bam Margera, es va utilitzar la cançó "Lonely Road", i diverses cançons de Him.

## Covers
Es tenen 2 registres que Him en algun moment va interpretar cançons de Daniel Lioneye als seus concerts.
- Dopi Danny: Al xou d'any nou a Tavastia, celebrant el 2004, al principi de "Pretending", toquen el riff característic de "Dope Danny" com a intro.
- Lonely Road: En un xou en viu, Valo i companyia van tocar aquesta cançó de manera acústica. L'enregistrament apareix al single de Buried Alive By Love.

## Relació Daniel Lioneye - Him
- A la cançó "Dope Danny", una part de la cançó diu "...I've becoming a Cosmic Pope". Cosmic Pope és aquell dibuix de l'època de Deep Shadows & Brilliant Highlights de Him, que consisteix en un papa amb un casc d'astronauta, antenes, i un bastó amb un heartagram, també cal destacar el gest de les mans del dibuix. Valo el té tatuat a un dels seus bessons, així com el seu amic skater professional, Bam Margera, que el té al seu avantbraç esquerre.
- Him sol fer referències quant a covers de Daniel Lioneye.
- Fins al dia d'avui, en algunes entrevistes es veuen els integrants de Him amb samarretes de Daniel Lioneye.